# Jack Sheppard

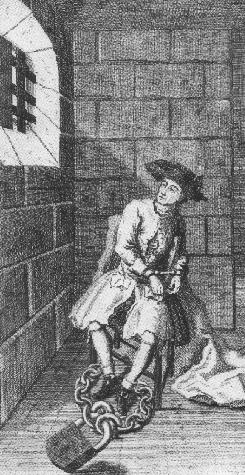
Jack Sheppard in Newgate

Jack Sheppard, eigentlich John Shepherd (* 4. März 1702 in London; † 16. November 1724 ebenda), war ein berüchtigter englischer Räuber, Einbrecher und Dieb des frühen 18. Jahrhunderts in London. Sheppard war für seine Verbrechen ebenso berühmt wie für seine mehrfachen Gefängnisausbrüche. Er nannte sich wahlweise auch Gentleman Jack oder Jack the Lad (dt. „Bursche Jack“).

## Leben
Jack Sheppard wurde als Sohn eines Londoner Schreiners in der White’s Row im Londoner Stadtteil Spitalfields im Jahr 1702 geboren. Nachdem sein Vater bereits in seiner Kindheit gestorben war, verbrachte er seine Jugend in einem Arbeitshaus und erlernte gleichzeitig das Schreinerhandwerk. Er begann, seine Tageslöhne um die Beute aus einer Reihe von Einbrüchen und Diebstählen zu ergänzen. 
Im Februar 1724 nahm der selbsternannte „Generaldiebesfänger von Großbritannien und Irland“, Jonathan Wild, Sheppard fest. Wild führte ein Doppelleben als Kopf einer Diebesbande und als Verbrechensbekämpfer. Sheppard wurde in den Gefängnisturm des Londoner Bezirks St. Giles gesperrt, entkam aber sofort, indem er sich durch eine Holzdecke sägte. Im Mai verhaftete Wild Sheppard erneut. Diesmal wurde er im New Prison von Clerkenwell eingesperrt; in weniger als einer Woche war er jedoch erneut aus dem Gefängnis entflohen. Im Juli gelang Wild die Festsetzung ein drittes Mal. Sheppard wurde vor Gericht gestellt, verurteilt und im berüchtigten Newgate-Gefängnis eingesperrt. In der Nacht des 30. August – man hatte gerade das Datum seiner Hinrichtung festgesetzt – entkam Sheppard ein weiteres Mal aus dem Gefängnis; er feilte seine Ketten durch, bohrte ein Loch durch die Wand und kletterte an Bettwäsche zum Erdboden herab.
Mittlerweile war Sheppard, der bei seinen Verbrechen weitgehend gewaltfrei vorging und gut aussah, ein Held der Londoner Unterschicht. Als Wilds Leute ihn am 11. September ein viertes Mal fingen, wurde er in der sichersten Zelle von Newgate eingesperrt und zusätzlich an den Boden angekettet. Am 16. September entwich Sheppard jedoch erneut. Mit einem Nagel öffnete er seine Ketten und brach mit einer Eisenstange, die sonst zum Schließen eines Kamins diente, durch Türen und Mauern. Mit einer Bettdecke erreichte er das Dach eines nahen Gebäudes. Von dort konnte er entfliehen. Daniel Defoe, der damals als Journalist arbeitete, widmete dieser unglaublich erscheinenden Tat einen Artikel sowie Die Geschichte von dem denkwürdigen Leben des John Sheppard. Im späten Oktober wurde Sheppard ein fünftes und letztes Mal verhaftet. Diesmal wurde er so untergebracht, dass er unter permanenter Überwachung stand. Außerdem kettete man ihn zur Vorsicht an 300-Pfund-Eisengewichte an. Sheppard war zu diesem Zeitpunkt so berühmt, dass die Gefängniswärter Eintritt von den Schaulustigen nahmen und selbst Mitglieder der Londoner High Society erschienen, um Sheppard persönlich in Augenschein zu nehmen. 
Am 16. November 1724 wurde Sheppard zum Galgen geführt. Alkoholisiert durch starke Getränke, die ihm das Publikum reichte, zog Sheppard durch London zum Galgen von Tyburn, wo sich heute die Oxford Street befindet. 200.000 Menschen sollen seiner Erhängung zugesehen haben. Zuvor hielt der betrunkene Delinquent noch eine launige Abschiedsrede. Auf dem Kirchhof von St. Martin-in-the-Fields fand der 22-jährige Ausbrecherkönig seine letzte Ruhestätte.

## In Literatur im Film
- als „Macheath“ in John Gays The Beggar’s Opera (1728) und in der Dreigroschenoper (1928) von Bertolt Brecht und Kurt Weill
- in einem Melodram von William Thomas Moncrieff (* 1794; † 1857) Jack Sheppard, The Housebreaker or London in 1724 (1825)
- in dem Roman Jack Sheppard (1839) von William Harrison Ainsworth (* 1805; † 1882), der im selben Jahr für ein erfolgreiches Schauspiel von John Baldwin Buckstone (* 1802; † 1879) und 1840 von Thomas Longdon Greenwood (* 1806; † 1879) adaptiert wurde
- in dem englischen Stummfilm Jack Sheppard (1923), Regie: Henry Cockraft Taylor; Hauptrolle: Will West
- in der Biographie The road to Tyburn (1957) von Christopher Hibbert (* 1924 in Leicestershire)
- in dem englischen Kostümdrama Where’s Jack? (1969), Regie: James Clavell; Hauptrolle: Tommy Steele
- in der Doppel-Biographie The Thieves’ Opera (1997) von Lucy Moore (* 1970) über Jonathan Wild und Jack Sheppard
- in Neal Stephensons drei Romanen des Baroque Cycle (siehe „Barock-Zyklus“) (2003, 2004), in dem der Charakter „Jack Shaftoe“ durch Ereignisse aus dem Leben Jack Sheppards inspiriert wurde.
- in dem historischen Roman Confessions of the Fox von Jordy Rosenberg (2018), in dem Jack Sheppard als Teil einer queeren und marginalisierten Subkultur dargestellt wird
- in dem historischen Roman Gegen alle Zeit von Tom Finnek, in dem sowohl Jack Sheppard als auch Jonathan Wild tragende Rollen spielen und die Entstehungsgeschichte der Beggar’s Opera fiktional bearbeitet ist
- in Die Verschwörung der Krähen von Markus Gasser, einem historischen Abenteuerroman, in dessen Mittelpunkt Daniel de Foe steht, der die Machenschaften von Jack Sheppards Gegenspieler aufdeckt